# Costur
Costur (en valencien et en castillan) est une commune d'Espagne de la province de Castellón dans la Communauté valencienne. Elle est située dans la comarque de l'Alcalatén et dans la zone à prédominance linguistique valencienne.

## Géographie

Localisation de Costur
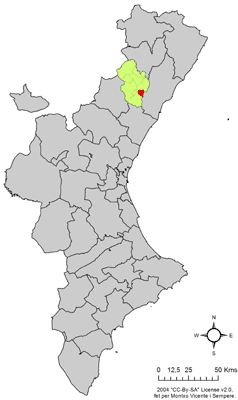
dans la Communauté valencienne.
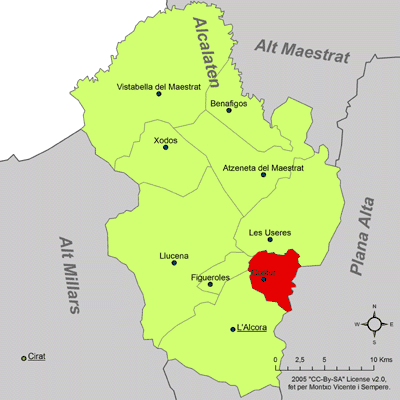
dans la comarque de l'Alcalatén.

"Avec une situation compliquée entre plusieurs rochers décharnés, et avec ses maisons désordonnées posées là par hasard", ainsi Cavanilles décrit-il ce village dont le principal intérêt est sa localisation.
La végétation d'une région chahutée et abrupte comme celle de Costur est principalement un maquis avec chênes kermès, ajoncs, romarins, palmiers nains, genévriers, etc. Pour ce qui est des arbres, le pin prédomine, avec plus récemment l'apparition de plus en plus fréquente de chênes verts, espèce locale qui était en voie de disparition.
On accède à la localité depuis Castellón de la Plana par la CV-16, puis la CV-190 et enfin le CV-165.
Quartiers et hameaux
Au nord du bourg se trouve le hameau de Mas d'Avall.
Communes voisines

## Histoire
Les plus anciens vestiges retrouvés sont une pierre tombale d'époque romaine, ainsi que des monnaies arabes datant de l'époque de Omadedaulat, roi de Saragosse entre 1109 et 1129. Cavanilles a décrit ces découvertes et il parle de la pierre tombale romaine qui était utilisée dans un four à pain. Après la Reconquista, le village reste lié à L'Alcora, formant partie de la Tinença de Alcalatén, qui fut cédée par Jacques Ier d'Aragon au noble aragonais Ximén de Urrea en 1233. Comme les autres localités de L'Alcalatén, il faisait partie du comté d'Aranda, et à son extinction en 1798, passa dans le patrimoine du Duc de Hijar jusqu'en 1818. Si le XVIIIe siècle vit l'indépendance paroissiale, il obtient l'indépendance communale en 1889, en se séparant de L'Alcora.

## Politique et administration
Liste des maires, depuis les premières élections démocratiques.
| Législature | Nom du Maire            | Parti politique |
| ----------- | ----------------------- | --------------- |
| 1979-1983   | Gonzalo Centelles Nebot | PSPV            |
| 1983-1987   | Gonzalo Centelles Nebot | PSPV            |
| 1987-1991   | Gonzalo Centelles Nebot | PSPV            |
| 1991-1995   | Gonzalo Centelles Nebot | PSPV            |
| 1995-1999   | Gonzalo Centelles Nebot | PSPV            |
| 1999-2003   | Gonzalo Centelles Nebot | PSPV            |
| 2003-2007   | Gonzalo Centelles Nebot | PSPV            |
| 2007-2011   | Gonzalo Centelles Nebot | PSPV            |
| 2011-2015   | Gonzalo Centelles Nebot | PSPV            |
| 2015-       | José Maximino Portalés  | Compromís       |

## Démographie
Au siècle dernier, la commune a subi une dépopulation rapide due au déplacement des populations vers les centres industriels de Castellón de la Plana et de Valence. Au recensement de 1900, on pouvait compter 996 habitants.
| 1990 | 1992 | 1994 | 1996 | 1998 | 2000 | 2002 | 2004 | 2005 |
| ---- | ---- | ---- | ---- | ---- | ---- | ---- | ---- | ---- |
| 486  | 482  | 477  | 466  | 469  | 463  | 463  | 471  | 490  |

| 2006 | 2007 | 2008 | 2009 | 2010 | 2011 | 2012 | 2013 | 2014 |
| ---- | ---- | ---- | ---- | ---- | ---- | ---- | ---- | ---- |
| 498  | 555  | 579  | 574  | 588  | 581  | 587  | 575  | 562  |

| 2015 | - | - | - | - | - | - | - | - |
| ---- | - | - | - | - | - | - | - | - |
| 550  | - | - | - | - | - | - | - | - |

## Économie
Traditionnellement basée sur l'élevage et l'agriculture, avec l'exploitation d'oliviers et d'amandiers qui ont remplacé la vigne, les figuiers et caroubiers, base de l'économie locale dans un passé récent.
Les activités industrielles sont pratiquement nulles, tout comme le commerce, qui sert uniquement à couvrir les besoins du village. La quasi-totalité des habitants de Costur gagnent leurs vies dans les usines de céramique de L'Alcora.

## Patrimoine et lieux d'intérêt

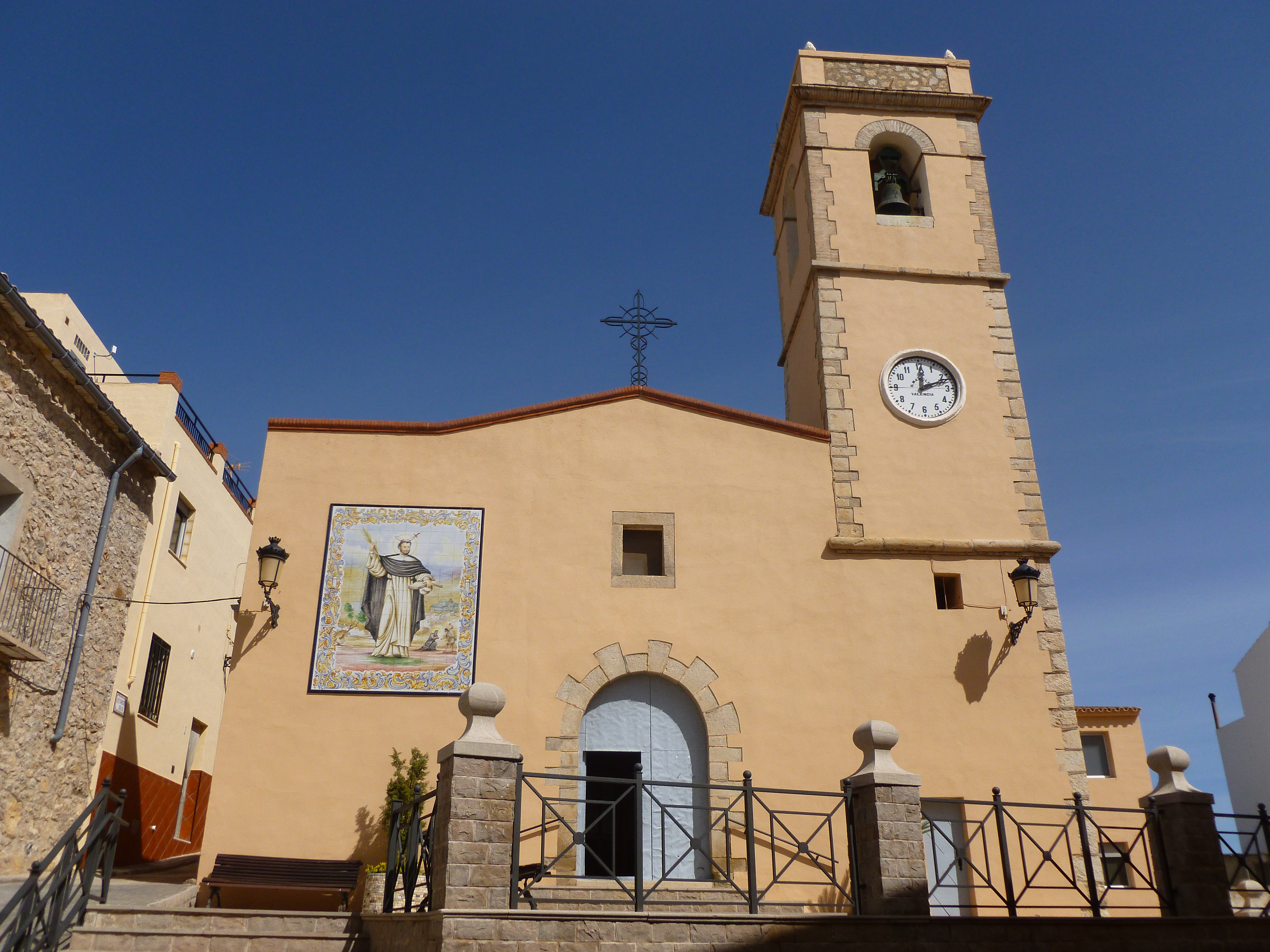
Église de Costur

- Camí dels Bandejats, où il y a des restes de voie romaine.

- L'église paroissiale de San Pedro Martir. De petite taille, elle se compose de trois nefs, dont la centrale est plus élevée et plus décorée. Au cœur du bâtiment, il faut souligner la valeur des fonts baptismaux de style roman, provenant de l'ermitage San Salvador du château de l'Alcalatén, ainsi que la cloche "Sacramento", aux décors modernistes et au son exceptionnel.

- Cabezo. Point culminant de la commune, d'où l'on peut voir la quasi-totalité de son territoire et une bonne part du paysage en direction du Peñagolosa.

- Grotte de l'Artiga. Grotte de grande valeur géomorphologique par les stalactites et stalagmites qu'elle contient, qui sont en très bon état de conservation.

- La Fontanella.

## Fêtes locales
- San Antonio Abad, est célébré le week-end le plus proche du jour de Saint Antoine (le 17 janvier). Le samedi autour de 21 heures est allumé un grand feu après la bénédiction des animaux, alors que les habitants partent en procession dans les rues de Costur avec toutes sortes d'animaux. Une fois la procession terminée, la brioche de saint Antoine (rollo de San Antonio) est partagée et du vin est distribué en abondance. Le dimanche, la brioche est distribuée aux malades, aux veuves et aux anciens qui n'ont pas pu participer à la distribution de la veille. Enfin à midi, est célébrée une grande messe et une procession en l'honneur du saint.

- Fêtes patronales. Célébrées en l'honneur de l'Assomption de la Vierge et du Saint-Christ du Calvaire. Ayant lieu en août, ce sont les fêtes les plus importantes de la commune, avec une procession solennelle et émouvante en soirée qui réunit tous les habitants. Elles sont complétées par des fêtes taurines, des danses et d'autres événements.

## Gastronomie
Parmi les plats typiques, il faut noter le riz avec poires rouges et la olleta. Son dessert le plus traditionnel est la almuderra, à base de citrouille, et la codonyat, à base de pâte de coing.